# Santa Juana (obra de teatro)

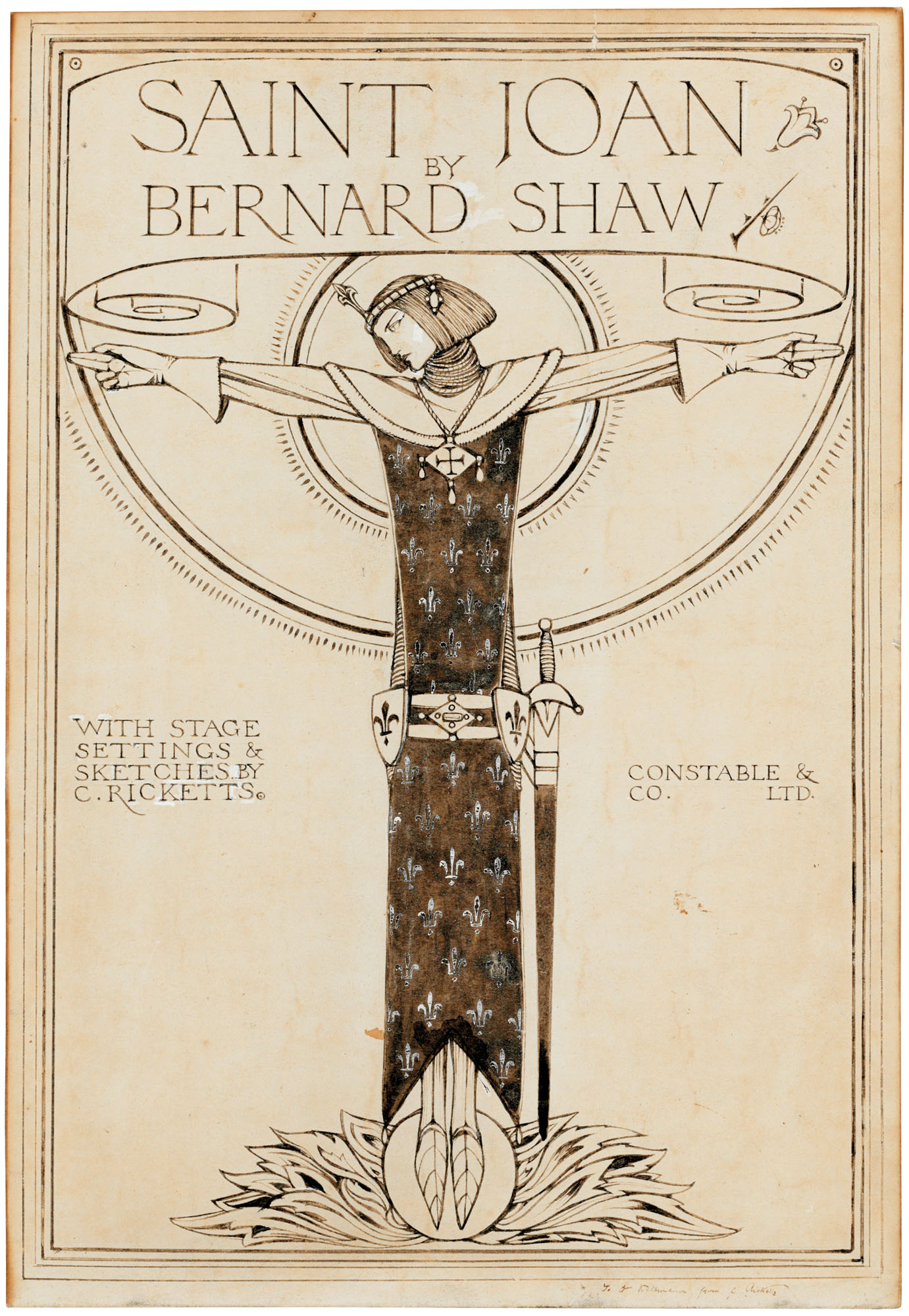
Santa Juana es una obra de teatro del dramaturgo George Bernard Shaw.

Santa Juana (Saint Joan en su título original) es una obra de teatro, en seis escenas y un epílogo, del dramaturgo irlandés George Bernard Shaw, estrenada en 1923.

## Argumento
La pieza recrea la vida de la heroína francesa Juana de Arco. La Escena 1 comienza con Robert de Baudricourt quejándose de la incapacidad de las gallinas de su granja para producir huevos. Juana confiesa seguidamente que unas voces interiores le están indicando que luche contra el asedio a la ciudad de Orléans, y solicita a Baudricourt que le ceda a varios de sus hombres para la empresa. Él, inicialmente, se burla de la doncella, pero finalmente accede a la petición. Un sirviente entra en el final de la escena para informar que las gallinas han comenzado a poner huevos otra vez. Baudricourt interpreta esto como una señal de Dios de sobre la inspiración divina de Juana.
En la Escena 2 (8 de marzo de 1429), Juana pretende ser recibida en la corte del Delfín al que confiesa que sus voces que le he ordenado ayudarlo a convertirse en un verdadero rey reuniendo a sus tropas para expulsar a los invasores ingleses y restaurar así la grandeza de Francia. Juana convence al Delfín.
En la Escena 3 (29 de abril de 1429), Dunois y Juana Dunois trazan la estrategia del ataque. Richard de Beauchamp, conde de Warwick, al frente del regimiento inglés, prepara por su parte, sus planes en la Escena 4. La escena 5 en la Catedral de Reims, rememora la victoria del campo francés. En la Escena 6 (30 de mayo de 1431) Juana es enjuiciada. John de Stogumber pretende su inmediata ejecución. 
La obra termina con Juana finalmente lamentando que la humanidad nunca aceptará a los santos.

## Personajes
| - Robert de Baudricourt - Sirviente de Robert de Baudricourt - Joan - Bertrand de Poulengey - Monseigneur de la Trémouille, Lord Chamberlain - Duquesa de la Trémouille - Arzobispo de Reims - Gilles de Rais ("Bluebeard") - Captain La Hire - Pierre Cauchon, Obispo de Beauvais - Delfín, Carlos VII de Francia | - Richard de Beauchamp, 13 Conde de Warwick - Jean de Dunois - Paje de Dunois - John de Stogumber - John D'Estivet - Canon de Courcelles - Hermano Martin Ladvenu. - Hermano John Lemaître, el Inquisidor - Verdugo - Soldado inglés - Caballero |

## Representaciones destacadas
- Garrick Theatre, Broadway, Nueva York, 28 de diciembre de 1923. Estreno mundial.[2]
  - Intérpretes: Winifred Lenihan (Joan).

- Noël Coward Theatre, Londres, 26 de marzo de 1924.[3]
  - Intérpretes: Sybil Thorndike (Joan)

- Théâtre des Arts, París, 1925.
  - Intérpretes: Ludmilla Pitoëff (Jeanne), Georges Pitoëff (Dauphin), Georges Carpentier (Pierre Cauchon).

- Teatro Goya, Barcelona. 21 de octubre de 1925. Estreno en España. Cuatro meses después, el 23 de febrero de 1926, se estrenaba el mismo montaje en el Teatro Eslava de Madrid.

- - Traducción: Julio Broutá.
  - Intérpretes: Margarita Xirgu (Juana).

- Martin Beck, Broadway, Nueva York, 1936.
  - Intérpretes: Katharine Cornell (Joan), Brian Aherne (Richard), Maurice Evans.

- Cort Theatre, Broadway, Nueva York, 1951.
  - Intérpretes: Uta Hagen (Joan), James Daly (Robert).

- National Theatre, Chichester, Sussex, 1963.
  - Intérpretes: Joan Plowright (Joan), Robert Stephens, Frank Finlay, Derek Jacobi.

- Nottingham Playhouse Company, 1966.[4]
  - Intérpretes: Judi Dench (Joan)

- Circle in the Square Theatre, Broadway, Nueva York, 1977.
  - Intérpretes: Lynn Redgrave (Joan), Tom Aldredge (Arzobispo de Reims), Philip Bosco (Richard).

## Adaptación cinematográfica
Dirigida por Otto Preminger en 1957, con guion de Graham Greene y protagonizada por Jean Seberg.